# Взбранной воеводе
Взбранной воеводе (на гръцки: Τῇ ὑπερμάχῳ στρατηγῷ) е кондак на 8-и глас посветен на св. Богородица използван в православното богослужение през Великия пост и на празника Благовещение . Написан е в чест на избавлението на Константинопол през 626 г., от нашествието на авари и перси.

## История на възникване
Кондакът Взбранной воеводе възниква през VI – VII в. Като предполагаеми автори се смятат св. Роман Сладкопевец, Константинополския дякон Георги Писидийски или Цариградския патриарх Сергий. През 626 г. Цариград е бил обсаден от перси и авари и застрашен от завладяване. Надеждата за спасение била само Божията Майка. Патриарх Сергий наредил да се извърши литийно шествие от вътрешната страна на градските стени, когато се появила страшна буря и потопила вражеските кораби, а ужасените перси и авари, които били на сушата, се разбягали. В чест на това чудесно избавление на града боговдъхновен певец е възпял св. Богородица в този хвалебно-благодарствен химн.

## Гръцки оригинал
Τῇ ὑπερμάχῳ στρατηγῷ τὰ νικητήρια,

ὡς λυτρωθεῖσα τῶν δεινῶν εὐχαριστήρια,

ἀναγράφω σοι ἡ πόλις σου, Θεοτόκε.

Ἀλλ' ὡς ἔχουσα τὸ κράτος ἀπροσμάχητον,

ἐκ παντοίων με κινδύνων ἐλευθέρωσον,

ἵνα κράζω σοί: Χαῖρε Νύμφη ἀνύμφευτε.

## Църковнославянски превод
Вꙁбра́нной Воєво́дѣ побѣди́тєльнаѧ, ꙗ҆́кѡ и҆зба́вльшєсѧ ѿ ѕлъı́хъ, благода́рствєннаѧ восписꙋ́ємъ Ти раби́ твои́, Богоро́дицє, но ꙗ҆́кѡ и҆мꙋ́щаѧ Дєржа́вꙋ нєпобѣди́мꙋю, ѿ всѧ́кихъ на́съ бѣ́дъ свободи́, да ꙁовє́мъ Ти́: Ра́дꙋйсѧ, Нєвѣ́сто нєнєвѣ́стнаѧ!

## Български превод (синодален)
На тебе, Богородице, поборница – воевода, твоите раби, които се избавихме от злини, пеем победни и благодарствени песни. И понеже имаш непобедима сила, от всякакви беди ни освободи, та да ти викаме: Радвай се, Невесто неневестна!